# 칼리지 풋볼

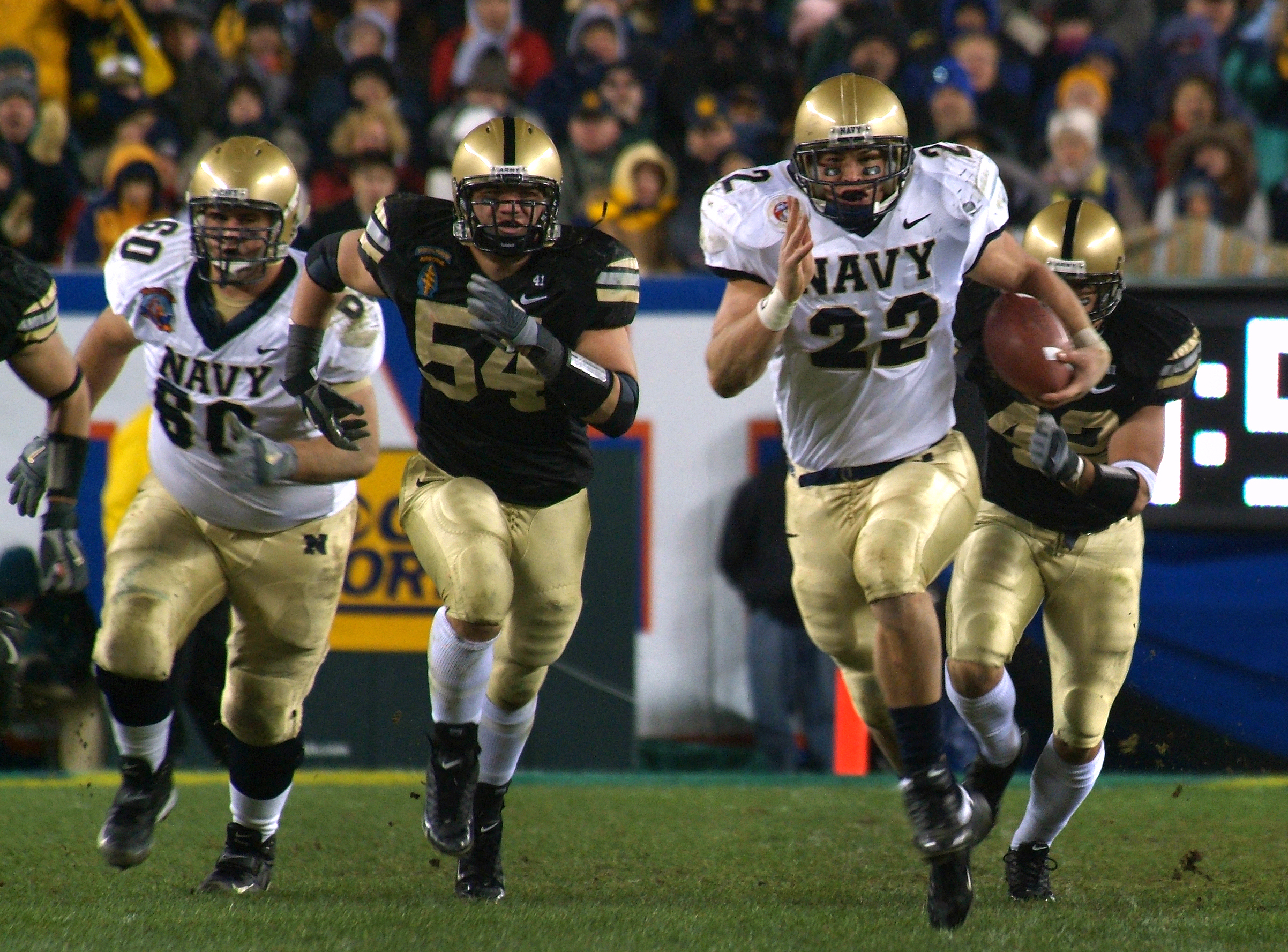

칼리지 풋볼(영어: College football)은 미국의 대학에서 행해지는 미식축구를 말한다.

## 같이 보기
- 스포츠 부상